# الحاوري (أمانة العاصمة)

تعديل مصدري - تعديل

الحاوري هي إحدى قرى الجمهورية اليمنية. وهي تتبع جغرافيًا لمحافظة أمانة العاصمة. وإداريًا لمديرية ضواحي الأمانة همدان. يبلغ تعداد سكانها 5190 نسمة حسب الإحصاء الذي جرى عام 2004.